# ألكسندر كريفوشين
ألكسندر فاسيليفيتش كريفوشين (19 يوليو 1857 - 28 أكتوبر 1921) (الروسية: Александр Васильевич Кривошеин) هو سياسي ملكي روسي، ووزير الزراعة في حكومة بيوتر ستوليبين.

## مسيرته
تخرج في القانون من جامعة سانت بطرسبرج. عمل في وزارة العدل ولاحقاً في وزارة الداخلية (1884-1896).
شغل كريفوشين منصب وزير الزراعة في روسيا بين الأعوام 1908 و1918. كان واحدا من عدد قليل من الوزراء، الذي كان يحظى باحترام من قبل الإمبراطور والدوائر الحكومية، فضلا عن الجمهور المتعلم.
في عام 1915، ترأس كريفوشين «المجلس الخاص لمناقشة واتخاذ تدابير لتنسيق الإمدادات الغذائية». كان سياسياً معتدلاً، دعم الإصلاح البرلماني المعتدل في عام 1915. كان واحدا من عدة وزراء يتم طردهم بسبب معارضتهم لقرار نيكولاس الثاني بتولي قيادة الجيش الروسي. رفض كريفوشين ثورة فبراير عام 1917. بعد ثورة أكتوبر عام 1917، انضم إلى الجيش الأبيض المناهض للبلشفية في القرم. حاول إنقاذ الإمبراطور الروسي، عندما تم نقل الأخير من تومسك إلى يكاترينبورغ. كما شغل منصب رئيس حكومة الجنرال بيوتر نيكولايفيتش رنجل في القرم.
توفي في برلين سنة 1921.